# Молодаво Друге
Молодаво Друге (до 23 вересня 2008 року — Молодава Друга) — село в Україні, у Привільненській сільській громаді Дубенського району Рівненської області. Населення становить 308 осіб.

## Історія
Давнішня назва села — Ксаверівка. Власником маєтку в селі був батько відомого польського поета Антонія Мальчевського Ян Юзеф Мальчевський (пол. Jan Józef Malczewski, 1768—1808) — генерал-лейтенант Тарговицької конфедерації.
У 1906 році село Ксаверівка Варковицької волості Дубенського повіту Волинської губернії. Відстань від повітового міста 16 верст, від волості 5. Дворів 17, мешканців 112.
7 (20) листопада 1917 року, відповідно до Третього Універсалу Української Центральної Ради, увійшло до складу Української Народної Республіки.
У селі народився український поет Микола Пшеничний.
До 2016 у складі Молодавської сільської ради.
З 2016 року входить до складу Привільненської сільської громади.
12 червня 2020 року, відповідно до розпорядження Кабінету Міністрів України № 722-р від «Про визначення адміністративних центрів та затвердження територій територіальних громад Рівненської області», увійшло до складу Привільненської сільської громади.
19 липня 2020 року, в результаті адміністративно-територіальної реформи та ліквідації  Дубенського (1939—2020) району, село увійшло до складу новоутвореного Дубенського району.